# أسماء سلطان (ابنة أحمد الثالث)
أسماء سلطان (بالتركية الحديثة: Esma Sultan) ـ (14 مارس 1726 ـ 13 أغسطس 1788) هي ابنة السلطان العثماني أحمد الثالث من زوجته زينب قادين، وأخت السلطانين مصطفى الثالث وعبد الحميد الأول غير الشقيقة.

## أزواجها
تزوجت أسماء سلطان ثلاث مرات: الأولى من الداماد يعقوب باشا في 19 فبراير 1743، وكانت آنذاك في السابعة عشرة من عمرها، والثانية في سنة 1744 من الداماد بير مصطفى باشا، الذي توفي في 6 يناير 1757، لتتزوج الأميرة في 23 يونيو 1758 من محسن زاده أحمد باشا.

## وفاتها
توفيت أسماء سلطان في الآستانة في 13 أغسطس 1788.